# Monstwild
Monstwild herbu Dołęga (ur. w XIV w., zm. w XV w.) – bojar litewski, adoptowany podczas unii horodelskiej (1413).

## Życiorys

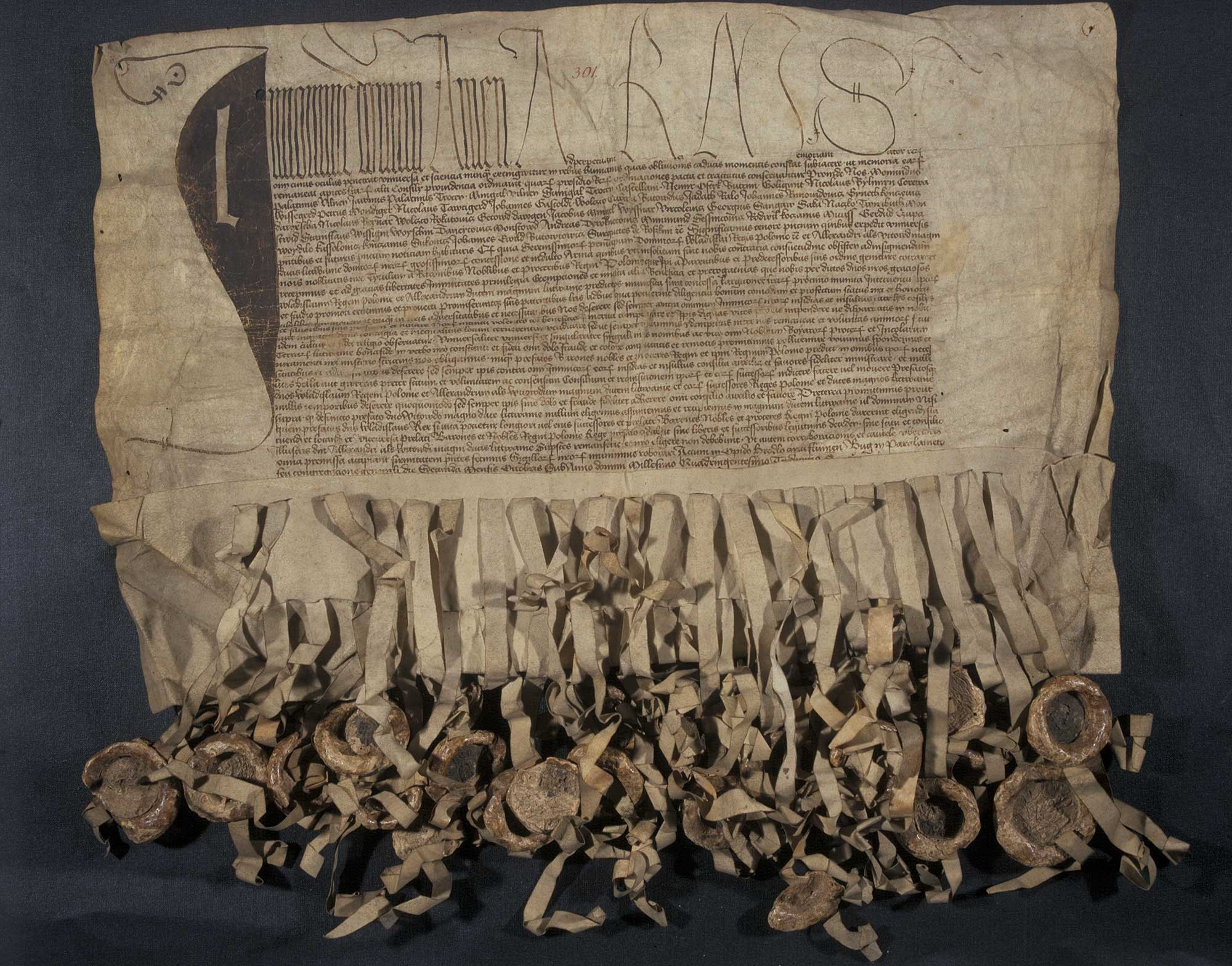
Dokument unii horodelskiej z 1413 roku z przyczepionymi pieczęciami

W 1413 roku podczas unii horodelskiej doszło do przyjęcia przez polskie rodziny szlacheckie, bojarów litewskich wyznania katolickiego (tzw. adopcja herbowa). Jednym z ważniejszych dowodów tamtego wydarzenia jest istniejący do dziś dokument, do którego przyczepione są pieczęcie z wizerunkami herbów szlacheckich.
Z dokumentu dowiadujemy się o istnieniu Monstwilda, który został adoptowany przez przedstawicieli Dołęgów. Jednakże poza tą informacją historia o nim milczy.
Historyk Władysław Semkowicz spekuluje, że ów Monstwild może być Żmudzinem, choć nie jest to pewne. Podając się na popularne wśród Litwinów nazwiska patronimiczne wzmiankuje również niejakiego Andrzeja Mostwiłowicza, bojara litewskiego, żyjącego w połowie XV wieku. Jednakże, zaraz potem dodaje, że nie wiadomo czy można łączyć obie te postacie w jakikolwiek sposób ze sobą.
Monstwidowie używali później herbu Korab.